# Kékkút, Veszprém
Kékkút  este un sat în districtul Tapolca, județul Veszprém, Ungaria, având o populație de 90 de locuitori (2011). 

## Demografie
Componența etnică a satului Kékkút
     Maghiari (100%)
Componența confesională a satului Kékkút
     Romano-catolici (45,56%)
     Fără religie (3,33%)
     Necunoscută (51,11%)
Conform recensământului din 2011, satul Kékkút avea 90 de locuitori. Din punct de vedere etnic, majoritatea locuitorilor (100,0%) erau maghiari. Nu există o religie majoritară, locuitorii fiind romano-catolici (45,56%) și persoane fără religie (3,33%). Pentru 51,11% din locuitori nu este cunoscută apartenența confesională.